# シェンゲン
シェンゲン（盧・独・仏：Schengen）はルクセンブルク大公国に約百ある基礎自治体のひとつ。レミヒ郡に属する。
シェンゲンは基礎自治体（日本でいう市町村に相当、以下「市」と記載）の名であると同時に、その中の地区の名でもある。シェンゲン地区はモーゼル地方にあるブドウを産出する小さな町だったが、1985年にシェンゲン協定が調印されたことから世界中に名が知られるようになった。ルクセンブルク・ドイツ・フランスとの国境が交わる三国点に位置しており、ザールラント州のペルル (Perl) やロレーヌ地域圏のアパシュ (Apach) と接する。
協定調印当時、シェンゲン地区を含む市は Rëmerschen （盧、独・仏では Remerschen）と呼ばれていた。2006年9月3日に市名をシェンゲンに変え、さらに2012年1月1日に隣接する二つの市と合併し、現在のシェンゲン市となった。

## 地区
シェンゲン市内の地区名を、盧（ルクセンブルク語）綴りで表記し、必要に応じ他言語を付記する。
- Bech-Maacher （仏: Bech-Kleinmacher）
- Biermereng （仏: Burmerange, 独: Bürmeringen）
- Éimereng （仏: Emerange, 独: Emeringen）
- Elveng （仏: Elvange, 独: Elvingen）
- Froumillen
- Rëmerschen （仏・独: Remerschen）
- Schengen （盧・独・仏）
- Schwéidsbengen （仏: Schwebsange）
- Weidemillen
- Wellesteen （仏・独: Wellenstein）
- Wëntreng （仏: Wintrange, 独: Wintringen）

## 2012年の合併
2012年1月1日付で、それまでのシェンゲン市と、西隣の Biermereng （仏: Burmerange, 独: Bürmeringen）市、および、北隣の Wellesteen （仏・独: Wellenstein）市とが合併し、新市名をシェンゲン市とした。

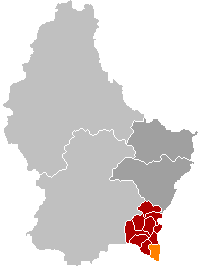
（旧）シェンゲン市
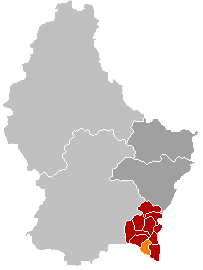
+ （旧）Biermereng 市
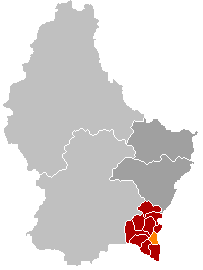
+ （旧）Wellesteen 市
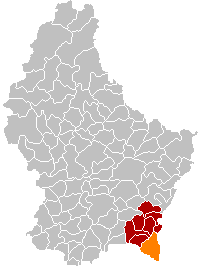
= （新）シェンゲン市

## シェンゲン協定
シェンゲンという言葉は国境管理が解除された地域を指す表現として用いられるようになった。これは1985年6月14日に欧州共同体の加盟国がシェンゲン付近のモーゼル川の三国国境地点に停泊した船上で、共通の国境管理および人とモノの自由な移動を可能にすることを企図したシェンゲン協定が調印されたことによるものであり、河岸には調印を記念する碑が立てられている。シェンゲン協定やその後の計画実施に関する協定を Schengen-Besitzstand と総称する。シェンゲン協定は1995年3月26日に当初7か国で効力を発し、このことは1999年1月1日の単一通貨ユーロの導入と並ぶ欧州統合の過程における大きな出来事とされている。

## 観光地

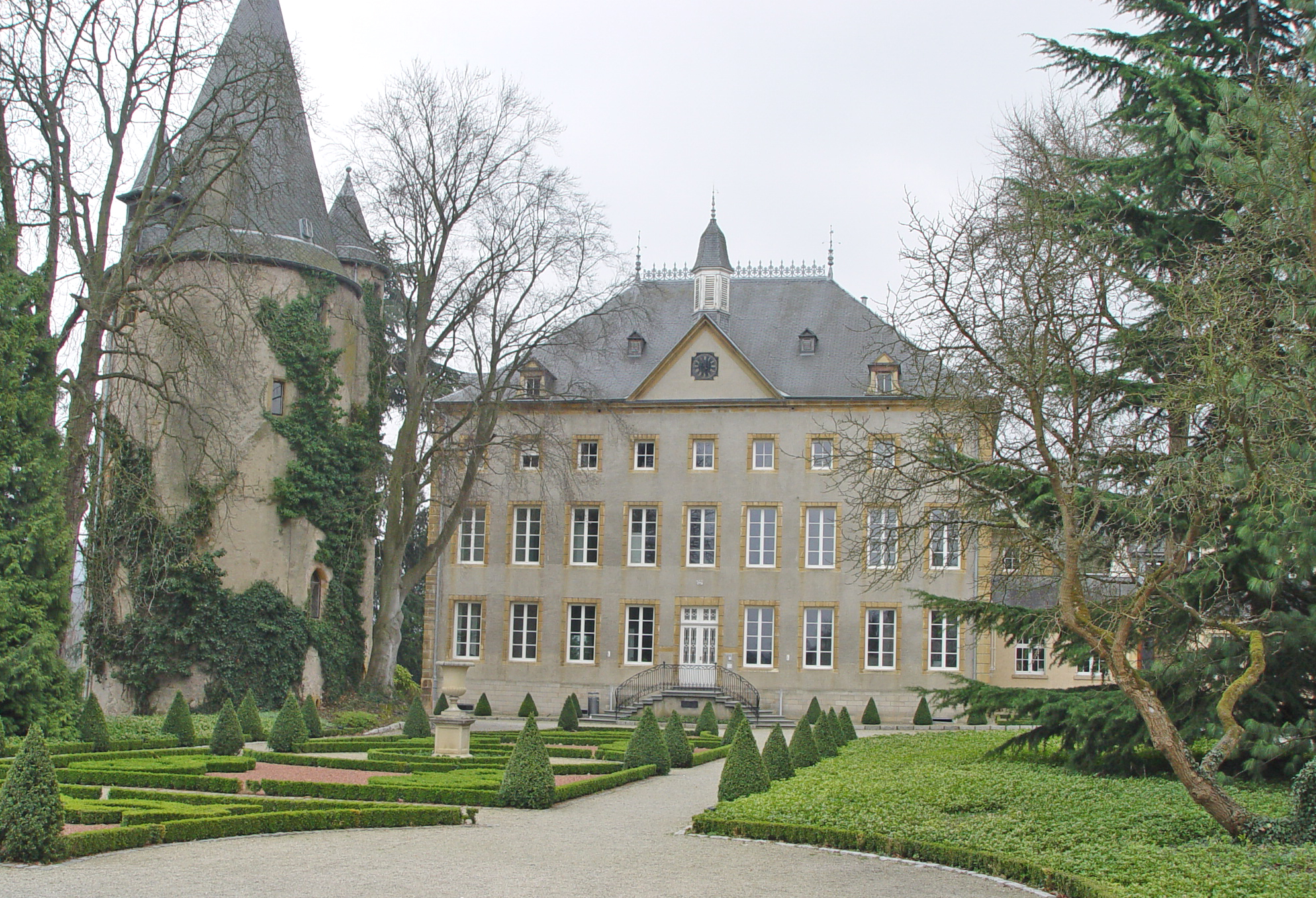
市内に建つ城館

シェンゲン協定記念碑の周辺にはシェンゲンの観光地が点在する。建造物として13世紀から建つ水辺の城跡や教会、城館などがある。また再建されたバロック庭園は Gärten ohne Grenzen （直訳すると「国境のない庭園」。周辺3か国の庭園を巡る観光コース）に含まれている。
シェンゲンからはモーゼル川沿いに北東のザウアー川との合流点にあるヴァサービリヒまでルクセンブルク・ワイン街道がのびている。またドイツ方面側のブドウ生産地域は Südliche Weinmosel とよばれ、モーゼル・ザール・ルーヴァーというワイン生産地域の一部を構成する。

## そのほか
ルクセンブルクは燃料に課される税金がドイツやフランスより低く販売価格が安くなるため、シェンゲンにはルクセンブルク国外から安い燃料を求めるドライバー (Tanktourist) が集まってくる。